# Артюшково (Курська область)
Артюшково — село в Рильському районі Курської області Росії. Входить до складу Некрасівської сільради.

## Географія
Село знаходиться в правобережжі Сейму, за 102 км на захід від Курська, за 15 км південніше районного центру — міста Рильська, за 6,5 км від центру сільради — Некрасове.
Клімат
Артюшково, як і весь район, розташоване в поясі помірно-континентального клімату з теплим літом і відносно теплою зимою (Dfb у класифікації Кеппена).

## Населення
| Чисельність населення | Чисельність населення |
| 2002                  | 2010                  |
| --------------------- | --------------------- |
| 127                   | ↘81                   |

## Інфраструктура
Особисте підсобне господарство. У селі 71 будинок.

## Транспорт
Артюшково знаходиться за 9,5 км від автодороги регіонального значення 38К-040 (Хомутовка — Рильск — Глушкове — Тьоткіно — кордон з Україною), за 4 км від автодороги 38К-030 (Рильськ — Коренево — Суджа) на автодорозі міжмуніципального значення 38Н-693 (38К-040 — Артюшково) з під'їздом до с. Семенове (Курська область), за 4 км від найближчого залізничного зупинного пункту 9 км (лінія 358 км — Рильськ).
Село знаходиться за 155 км від аеропорту імені В. Г. Шухова (неподалік Бєлгорода).